# Заленский, Алексей Владимирович
Алексей Владимирович Заленский (1845—1892) — общественный деятель, председатель Полтавской губернской земской управы.

## Биография
Алексей Заленский родился в 1845 году. В 1867 году окончил Харьковский университет со степенью кандидата естественных наук. В Харькове Заленский владел библиотекой и книжным магазином. Занимался переводом и изданием популярных иностранных сочинений по естествознанию. За участие в студенческих волнениях 1869 года в Харькове, в июне 1869 года был отдан под строгий секретный надзор полиции. Унаследовав от отца довольно значительное имение в Миргородском уезде Полтавской губернии, он поселился в нём, занялся сельским хозяйством и государственной службой. В сентябре 1872 год избран мировым судьей по Миргородскому уезду, в ноябре освобождён от надзора.
До 1880 года Заленский занимал должность Миргородского уездного предводителя дворянства. В 1880 году он был избран председателем Полтавской губернской земской управы, и бессменно занимал эту должность в течение 12 лет.
При участии Заленского была произведена полная реорганизация полтавской и кременчугской больниц и устроена в Полтаве особая лечебница на 300 душевнобольных, которая считалась одной из лучших специальных лечебниц. Было закончено общее статистическое исследование экономической жизни населения Полтавской губернии, произведены исследования геологическое и местных кустарных изделий. Кроме того, были предприняты исследования сельского кредита и хлебной торговли, и стал устраиваться в Полтаве естественно-исторический музей. За время председательствования Заленского в губернской земской управе в губернии появились профессиональные, сельскохозяйственные и кустарно-ремесленные школы, приют для малолетних осужденных, сельские богадельни и общежития при средних учебных заведениях, и были организованы разнообразные формы кредита. Скончался Заленский 3 апреля 1892 года.